# Abomar Taxufine
Abomar ou Abâmor Taxufine (Abu Umar Taxfin) foi um rei de Marrocos da dinastia merínida que reinou em 1361. Foi antecedido no trono por Abu Salim Ali II e sucedido por Abu Zaiane Maomé III.